# دارخزک خالدار آفریقایی
دارخزک خالدار آفریقایی (نام علمی: Salpornis salvadori) نام یک گونه از سرده دارخزک‌های خالدار است.